# Устурой, Василе
Василе Устурой (англ. Vasile Usturoi; род. 3 апреля 1997, Бухарест, Румыния) — бельгийский боксёр-профессионал и любитель, румынского происхождения, выступающий в легчайшей, в полулёгкой, и в лёгкой весовых категориях. Входит в национальную сборную Бельгии по боксу, бронзовый призёр Европейских игр (2023), чемпион Европы (2022), многократный победитель и призёр международных и национальных турниров в любителях.

## Биография
Василе Устурой родился 3 апреля 1997 года в Бухаресте, в Румынии.
В 2009 году, в возрасте двенадцати лет, он приехал в Бельгию, и через несколько лет стал натурализованным гражданином Бельгии.
А с 2016 года он тренируется у Хуберта Фиеренса.

## Любительская карьера

### 2019—2021 годы
В июне 2019 года, в Минске (Белоруссия) участвовал на Европейских играх, в весе до 56 кг, где он в 1/8 финала соревнований по очкам единогласным решением судей (0:5) проиграл британцу Питеру Макгрейлу, — который в итоге стал бронзовым призёром Европейских игр 2019 года.
В сентябре 2019 года, в Екатеринбурге (Россия) участвовал на чемпионате мира в весе до 57 кг, где он в 1/16 финала по очкам со счётом 0:5 проиграл тайскому боксёру Чатчаю Бутди.
В середине марта 2020 года в Лондоне (Великобритания), участвовал на Европейском Олимпийском квалификационном турнире, где он в 1/8 финала турнира по очкам со счётом 0:5 проиграл опытному французу Самуэлю Кистохарри, и не смог пройти квалификацию на Олимпийские игры в Токио.
С апреля 2020 года был введён жёсткий коронавирусный карантин в Бельгии и по всей Европе, и в 2020 году он остался без соревновательной практики.
В ноябре 2021 года, в Белграде (Сербия) участвовал на чемпионате мира в весе до 57 кг, где он в 1/32 финала по очкам со счётом 1:4 проиграл американцу Джамалу Харви, — который в итоге стал чемпионом мира 2021 года.

### 2022—2024 годы
В мае 2022 года, в Ереване (Армения) стал чемпионом Европы в весе до 57 кг, где он в четвертьфинале по очкам (4:1) победил украинца Михаила Дзязько, в полуфинале по очкам (5:0) победил итальянца Микеле Бальдасси, и в финале по очкам раздельным решением судей (3:2) победил армянина Артура Базеяна.
И в июне 2023 года стал бронзовым призёром III-х Европейских игр в Кракове (Польша), в весе до 57 кг, и завоевал лицензию на Олимпийские игры 2024 года. Где он в четвертьфинале досрочно техническим нокаутом в 1-м раунде победил датчанина Фредерика Йенсена, но в полуфинале по очкам (0:5) проиграл испанцу Хосе Кильесу, — который в итоге стал серебряным призёром Европейских игра 2023 года.
В апреле 2024 года, в Белграде (Сербия) участвовал на чемпионате Европы, где он в 1/8 финала по очкам со счётом 0:5 проиграл ирландцу Адаму Хессиону.

## Профессиональная карьера
22 сентября 2023 года в Генте (Бельгия) дебютировал на профессиональном ринге, в своём первом четырёх-раундовом бою по очкам единогласным решением судей победив опытного боснийца Николу Ивковича (11-37-4).

## Статистика профессиональных боёв
В таблице перечислены результаты всех поединков боксёров.
В каждой строке указан результат поединка. Дополнительно номер поединка обозначен цветом, который обозначает итог поединка. Расшифровка обозначений и цветов представлена в нижеследующей таблице.
| Пример | Расшифровка                     |
| ------ | ------------------------------- |
|        | Победа                          |
|        | Ничья                           |
|        | Поражение                       |
|        | Планируемый поединок            |
|        | Поединок признан несостоявшимся |
| КО     | Нокаут                          |
| ТКО    | Технический нокаут              |
| PTS    | Решение судей (по очкам)        |
| UD     | Единогласное решение судей      |
| MD     | Решение большинства судей       |
| SD     | Раздельное решение судей        |
| RTD    | Отказ от продолжения боя        |
| DQ     | Дисквалификация                 |
| NC     | Поединок признан несостоявшимся |

| 2 поединка, 2 победы (0 нокаутом). | 2 поединка, 2 победы (0 нокаутом). | 2 поединка, 2 победы (0 нокаутом). | 2 поединка, 2 победы (0 нокаутом). | 2 поединка, 2 победы (0 нокаутом).                        | 2 поединка, 2 победы (0 нокаутом). | 2 поединка, 2 победы (0 нокаутом).                  |
| Бой                                | Рекорд                             | Дата боя                           | Соперник                           | Место проведения боя                                      | Раундов, время                     | Примечание                                          |
| ---------------------------------- | ---------------------------------- | ---------------------------------- | ---------------------------------- | --------------------------------------------------------- | ---------------------------------- | --------------------------------------------------- |
| 2                                  | 2-0                                | 13 января 2024                     | Мирослав Иванович (0-3)            | Golden Gloves Gym, Гент, Восточная Фландрия, Бельгия      | UD 4 (4)                           | Счёт судей: 40-36 (трижды).                         |
| 1                                  | 1-0                                | 22 сентября 2023                   | Никола Ивкович (11-37-4)           | Topsporthal Vlaanderen, Гент, Восточная Фландрия, Бельгия | UD 4 (4)                           | Счёт судей: 40-36 (трижды). Дебют в профессионалах. |